# Церква Святого Георгія (Грабів)
Церква Святого Георгія — чинна дерев'яна церква, пам'ятка архітектури національного значення (Ох.№ 1517/0), у селі Грабів Рівненського району Рівненщини. Парафія належить до Рівненського районного благочиння Рівненської єпархії Православної церкви України.

## Розташування
Церква Святого Георгія розташована на північно-східній околиці села Грабів, посеред цвинтаря.

## Історія
Церква Св. Георгія в с. Грабів побудована у 1755 р. на кошти прихожан. За переказами поряд з церквою знаходився кам'яний хрест, який позначав місце розташування старішого храму. 
У 1869 році до церкви була прибудована триярусна дзвіниця. У 1870 році церква відремонтована та пофарбована ззовні, в 1884 року – всередині. У 1885 році Л. Рафальский зауважив нову дзвіницю, прибудовану до головного входу, однак поряд ще стояла напівзруйнована стара.

## Архітектура

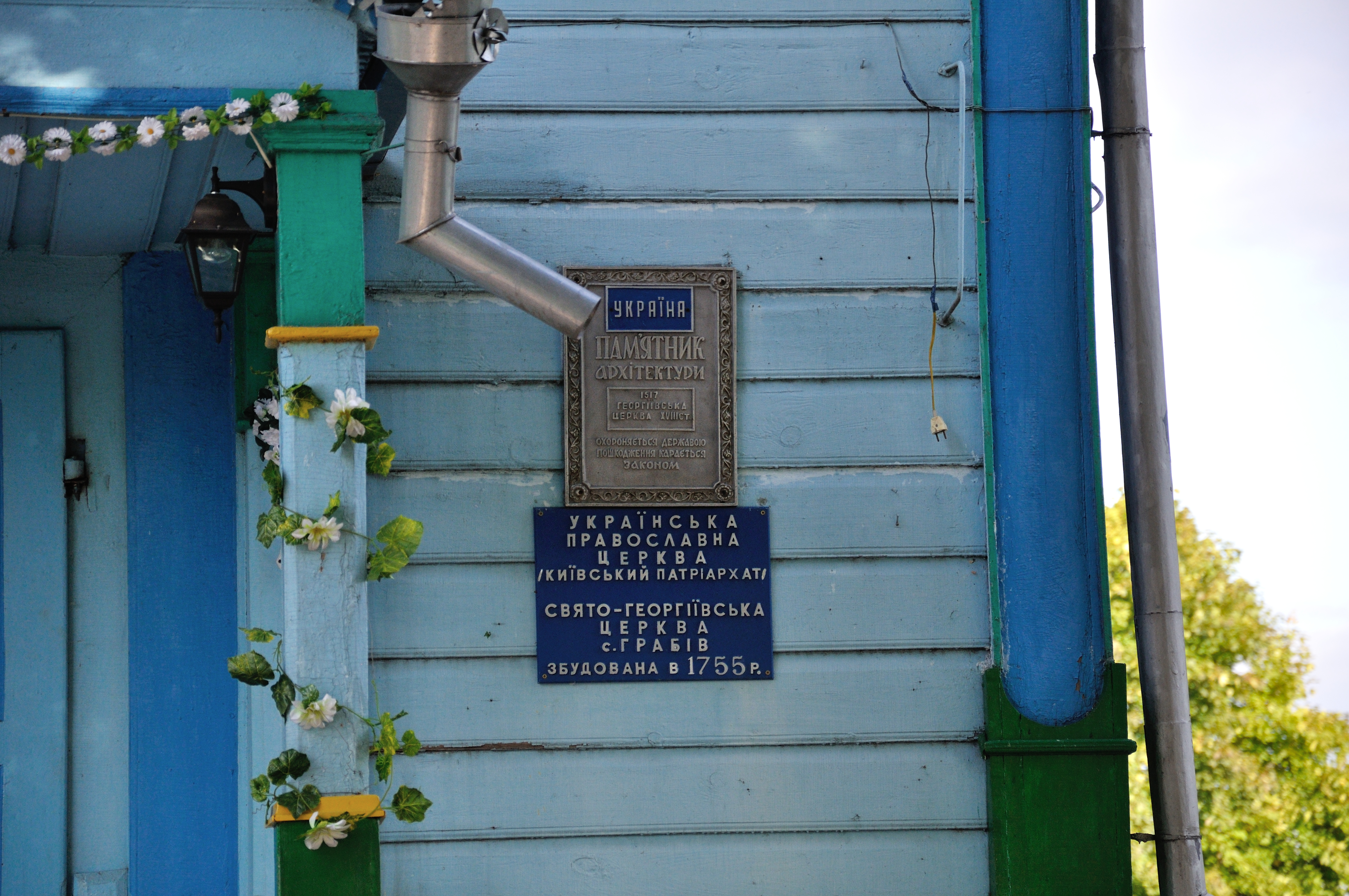

Церква дерев'яна, тризрубна, триверха. Головний середній об'єм завершується восьмигранним барабаном з двома невеликими віконцями та восьмигранним куполом з «сліпим» ліхтарем та декоративною маківкою. 
Зруби вівтаря та бабинця завершуються невисоким четвериками з чотирискатними пірамідальними дахами. До вівтарної шестигранної частини з обох боків прибудовані невеликі приміщення ризниці та паламарні. Характерний приклад волинської школи церковного зодчества Волині XVIII ст. з добудовою дзвіниці в XIX ст.
До західного зрубу церкви, по поздовжній осі, прибудована триярусна дзвіниця з високим наметовим верхом у псевдо-російському стилі.
У 2010-і роки зовнішній вигляд церкви істотно деформований внаслідок ремонтних робіт з використанням новітніх опоряджувальних матеріалів, не властивих дерев'яному зодчеству. 

## Галерея

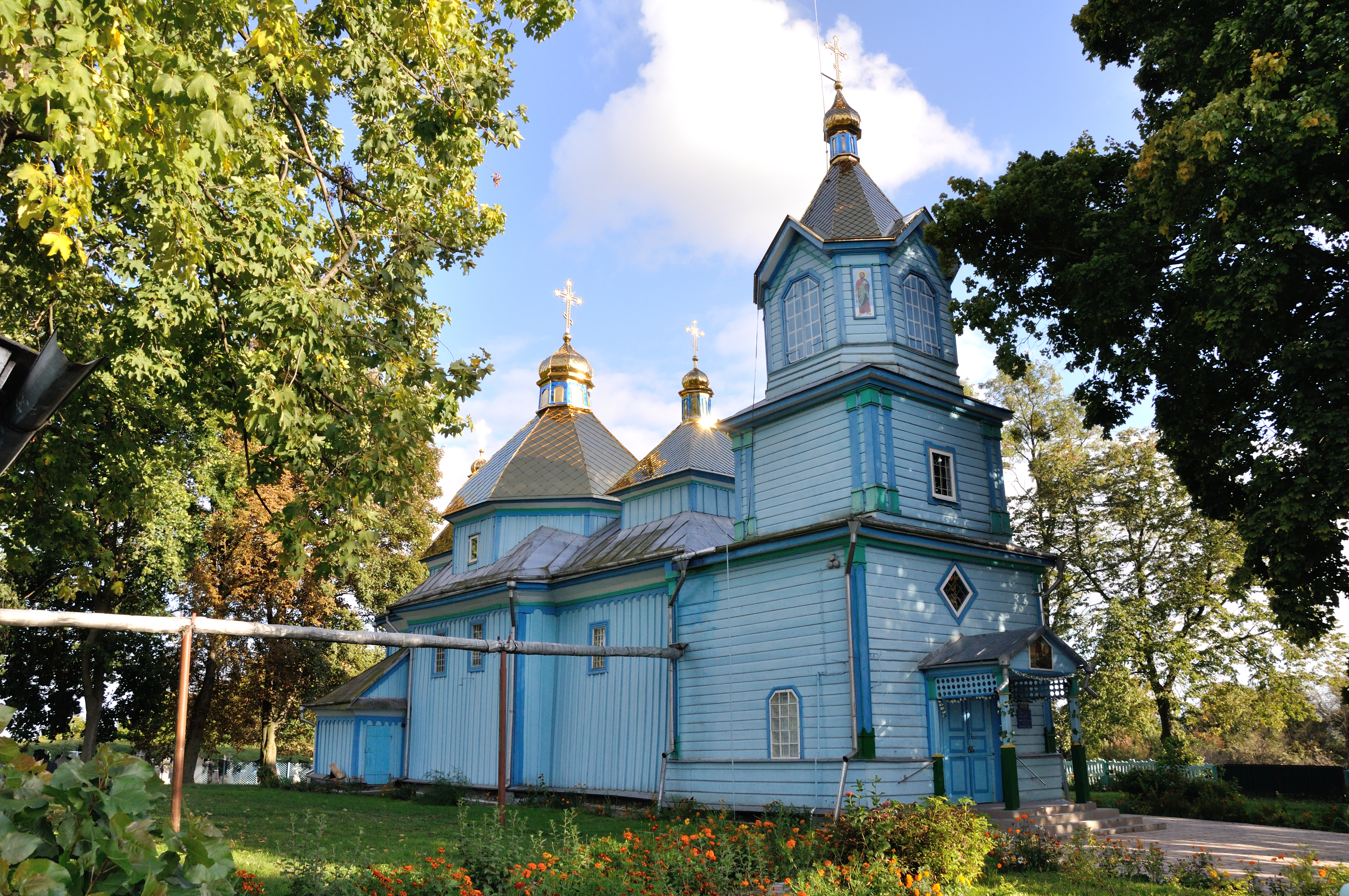
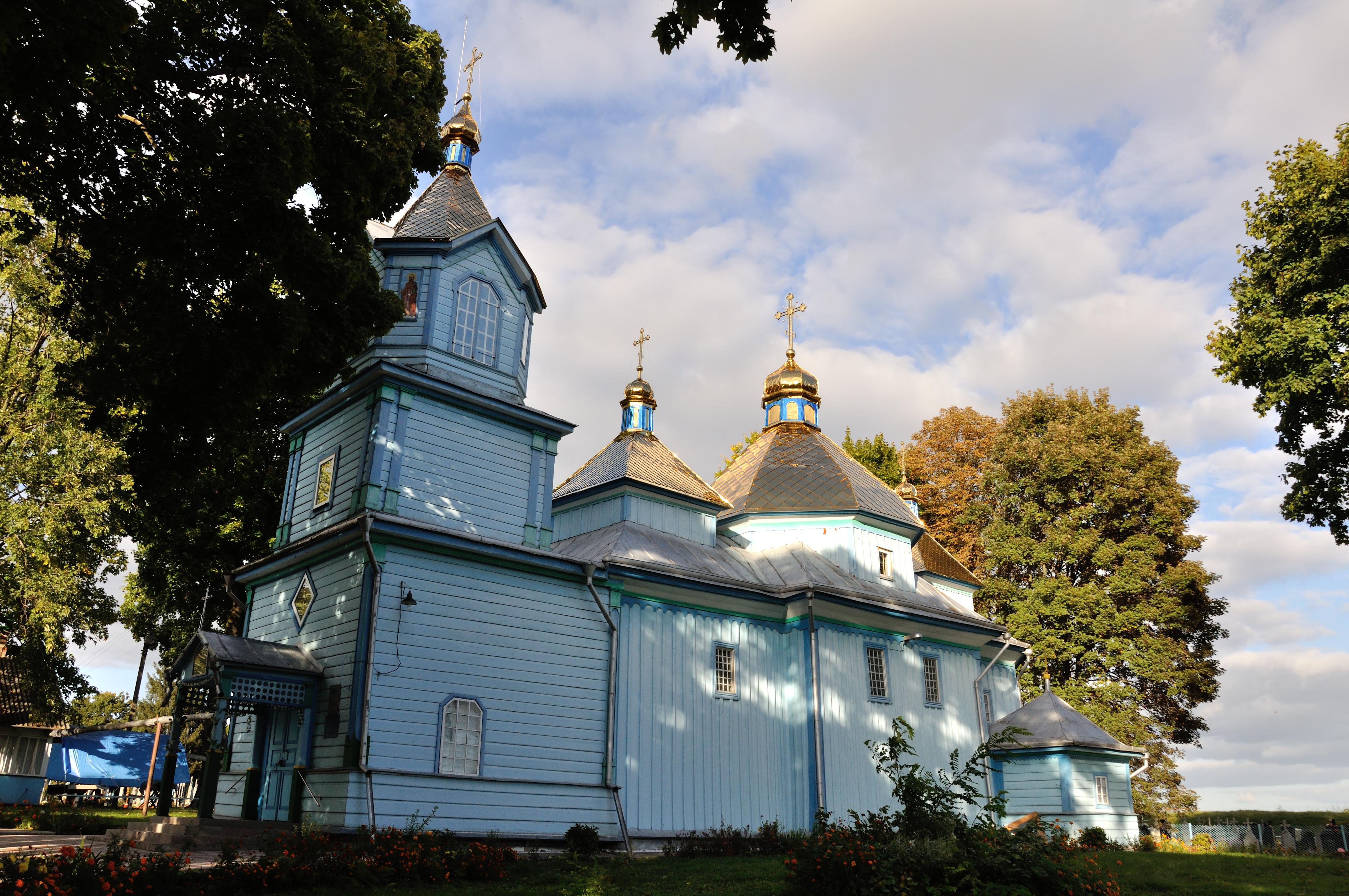

## Див.також
- Церква на Електронній карті спадщини дерев'яного церковного зодчества Рівненської області.
- Пам'ятки архітектури національного значення Рівненської області